# A Famosa

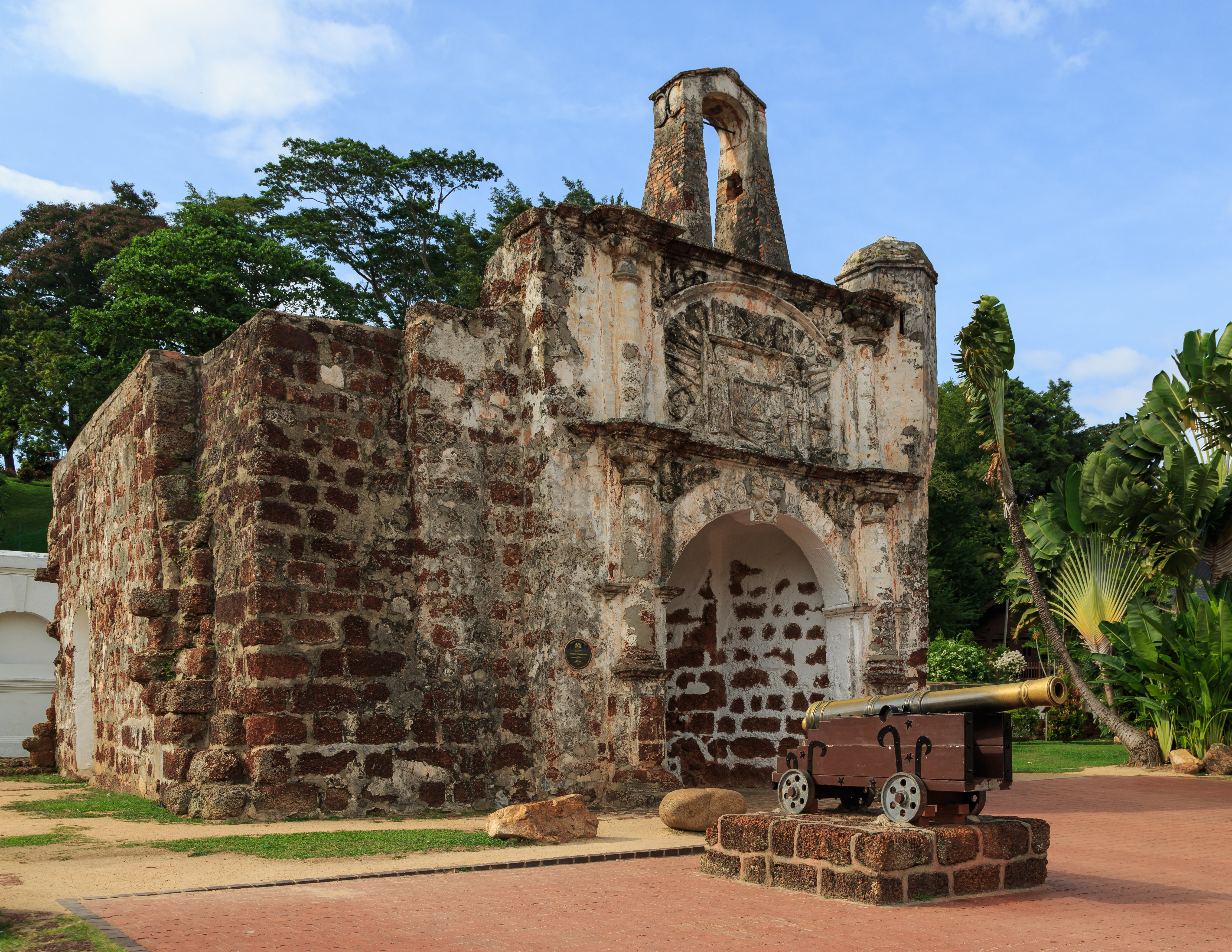
Festung A Famosa – Porta de Santiago

A Famosa (malaiisch Kota A Famosa, englisch The Famous, portugiesisch Fortaleza de Malaca ‚Festung von Malakka‘) ist eine ehemalige portugiesische Festung in Malakka, Malaysia. Die Porta de Santiago, ein kleines Torhaus, ist der einzige Teil der Festung, der noch heute erhalten ist. Sie gehört zu den ältesten erhaltenen architektonischen Überresten der europäischen Kolonialzeit in Südostasien und Fernost.

## Geschichte
Im Jahr 1511 traf eine portugiesische Flotte unter dem Kommando von Afonso de Albuquerque ein. Seine Streitkräfte griffen die Armeen des Sultanats von Malakka an und besiegten sie.
Albuquerque handelte schnell, um seine Errungenschaften zu festigen, und ließ die Festung um einen natürlichen Hügel in der Nähe des Meeres errichten. Rui de Brito Patalim wurde der erste Festungskommandant und Vertreter Albuquerques in Malakka. Albuquerque dachte, dass Malakka ein wichtiger Hafen werden würde, der Portugal mit der Gewürzroute Hinterindiens und mit China verbinden könnte. Zu dieser Zeit errichteten die Portugiesen Außenposten an Orten wie Hormuz in Arabien, Macau nahe dem Ming-Reich von China, und Goa in Indien. Sie waren eine Reihe wichtiger und nützlicher Häfen für Schiffe, die die Handelsrouten des Königreichs Portugal nach Indien, China und Südostasien säumten.
Die Festung bestand einst aus langen Verteidigungsmauern und vier großen Türmen. Einer war ein vierstöckiger Bergfried, während die anderen einen Lagerraum für Munition, die Residenz des Kapitäns (zu Land und See) und ein Offiziersquartier besaßen. Der größte Teil des Dorfes gruppierte sich in Stadthäusern innerhalb der Festungsmauern. Als Malakkas Bevölkerung wuchs, wuchs es aus der ursprünglichen Festung heraus, und um das Jahr 1586 wurden Erweiterungen hinzugefügt.
Die Festung von Malakka wechselte 1641 den Besitzer, als die Niederländische Republik das Königreich Portugal aus Malakka vertrieb. Die Niederländer renovierten das Tor 1670, was die Inschrift „ANNO 1670“ auf dem Torbogen erklärt. Über dem Bogen befindet sich ein Basrelief mit dem Siegel der Niederländischen Ostindien-Kompanie (VOC).
Die Festung wechselte im späten 18. Jahrhundert erneut den Besitzer, als die Niederländische Republik sie dem Königreich Großbritannien übergab, um zu verhindern, dass sie in die Hände von Napoleons Expansionen geriet. Die Engländer wollten die Festung nicht aufrechterhalten und befahlen ihre Zerstörung im Jahr 1806. Die Festung wurde fast vollständig abgerissen, bevor Sir Stamford Raffles, der Begründer des modernen Singapur, der 1807 von Penang nach Malakka ging, eintraf. Es war Kapitän William Farquhar, der mit der Zerstörung des Forts beauftragt war, der angewiesen wurde, zwei der Tore der Festung, einschließlich des Santiago-Tors, sowie das Rathaus, heute ein Museum, die Kirche und das Gefängnis zu erhalten.

## Archäologischer Fund
Ende November 2006 wurde beim Bau eines 110 Meter hohen Drehturms in der Stadt Malakka ein Teil der Festung freigelegt, von dem angenommen wird, dass es sich um die Bastion Middleburg handelt. Der Bau des Turms wurde eingestellt und sein Standort anschließend in den Stadtteil Bandar Hilir auf Jalan Merdeka verlegt, wo er am 18. April 2008 offiziell der Öffentlichkeit zugänglich gemacht wurde. Die Malacca Museums Corporation vermutet, dass das Gebäude von den Holländern während der niederländischen Besetzung von Malakka von 1641 bis 1824 erbaut wurde.
Anfang Juni 2004 wurde beim Bau von Dataran Pahlawan ein Wachturm namens Santiago-Bastion entdeckt.

Bilder
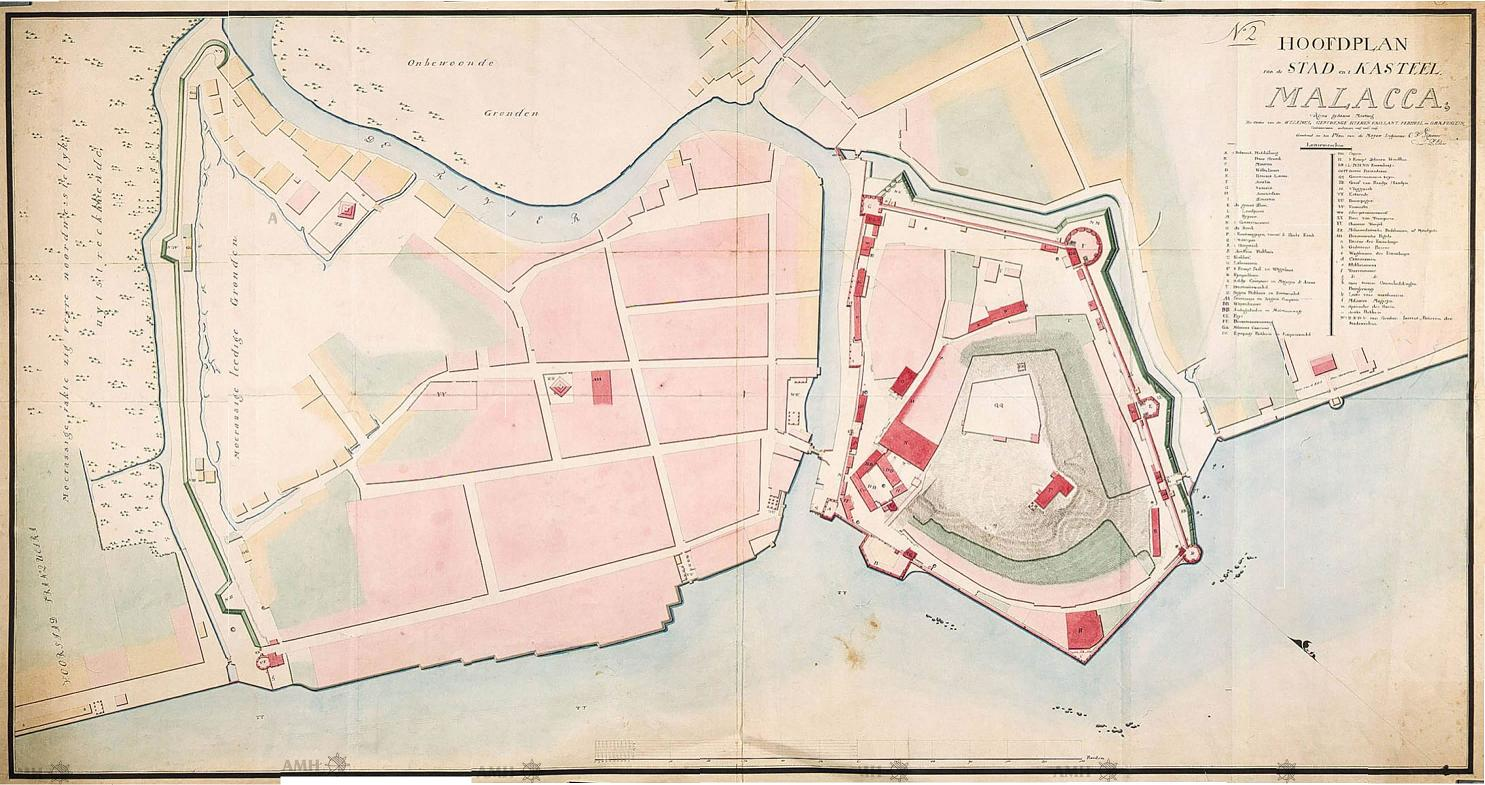
Die Stadt und Festung von Malacca (1780)
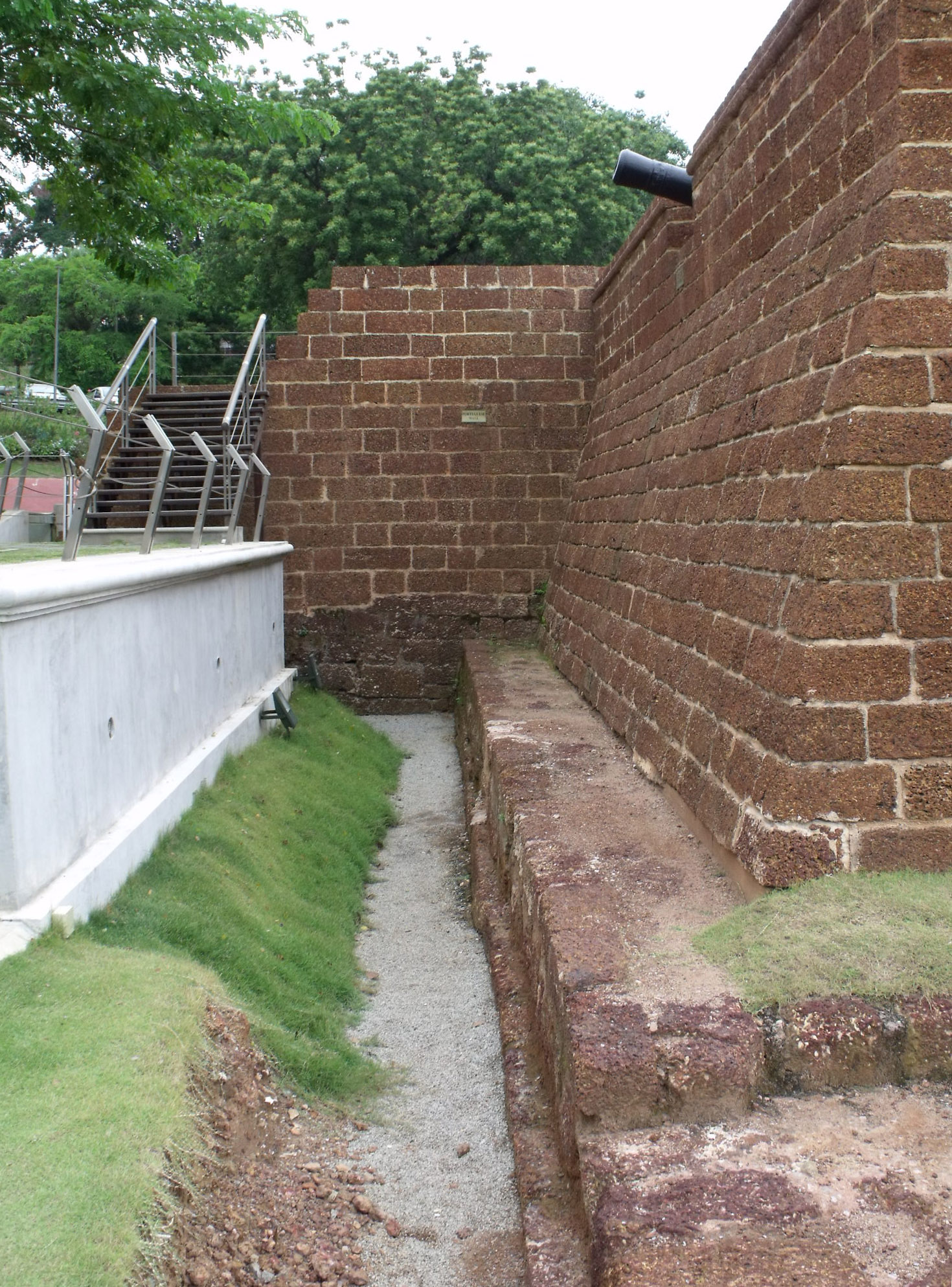
Rekonstruktion des Wachtturms an der Spitze der ausgegrabenen Reste
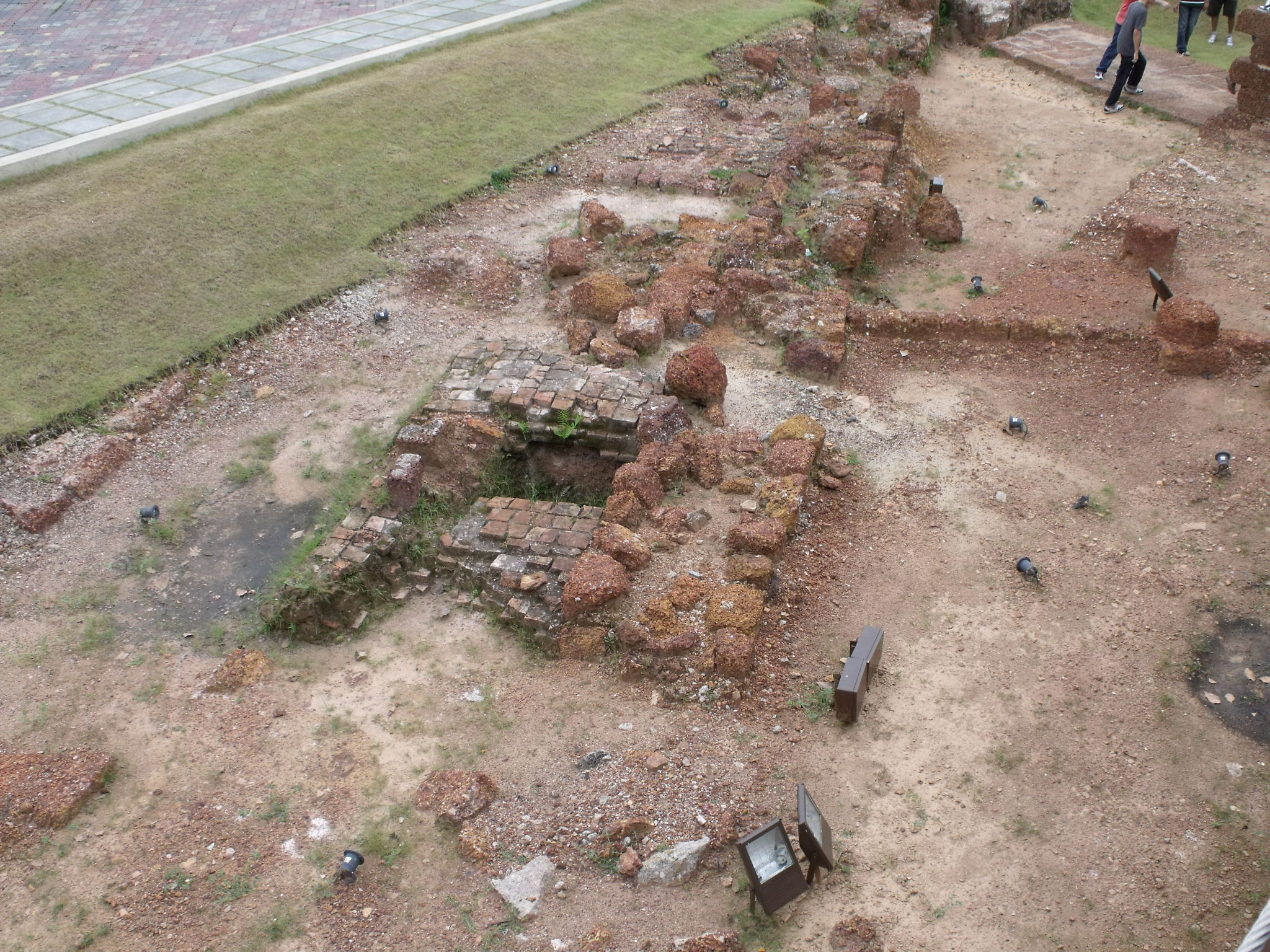
A Famosa, Abwassergraben der Ruine
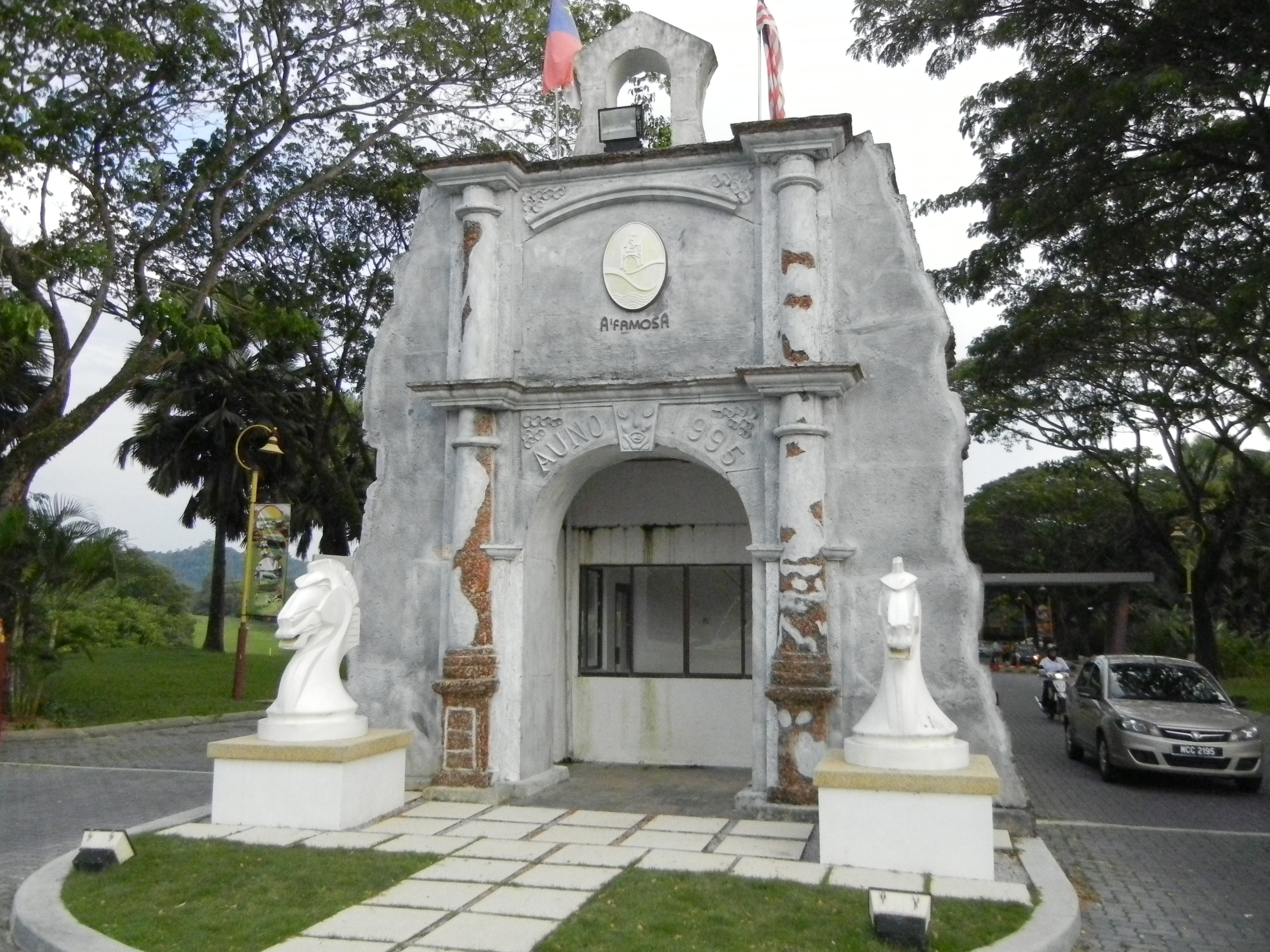
Eingang der Festung A Famosa, Malakka, Malaysia
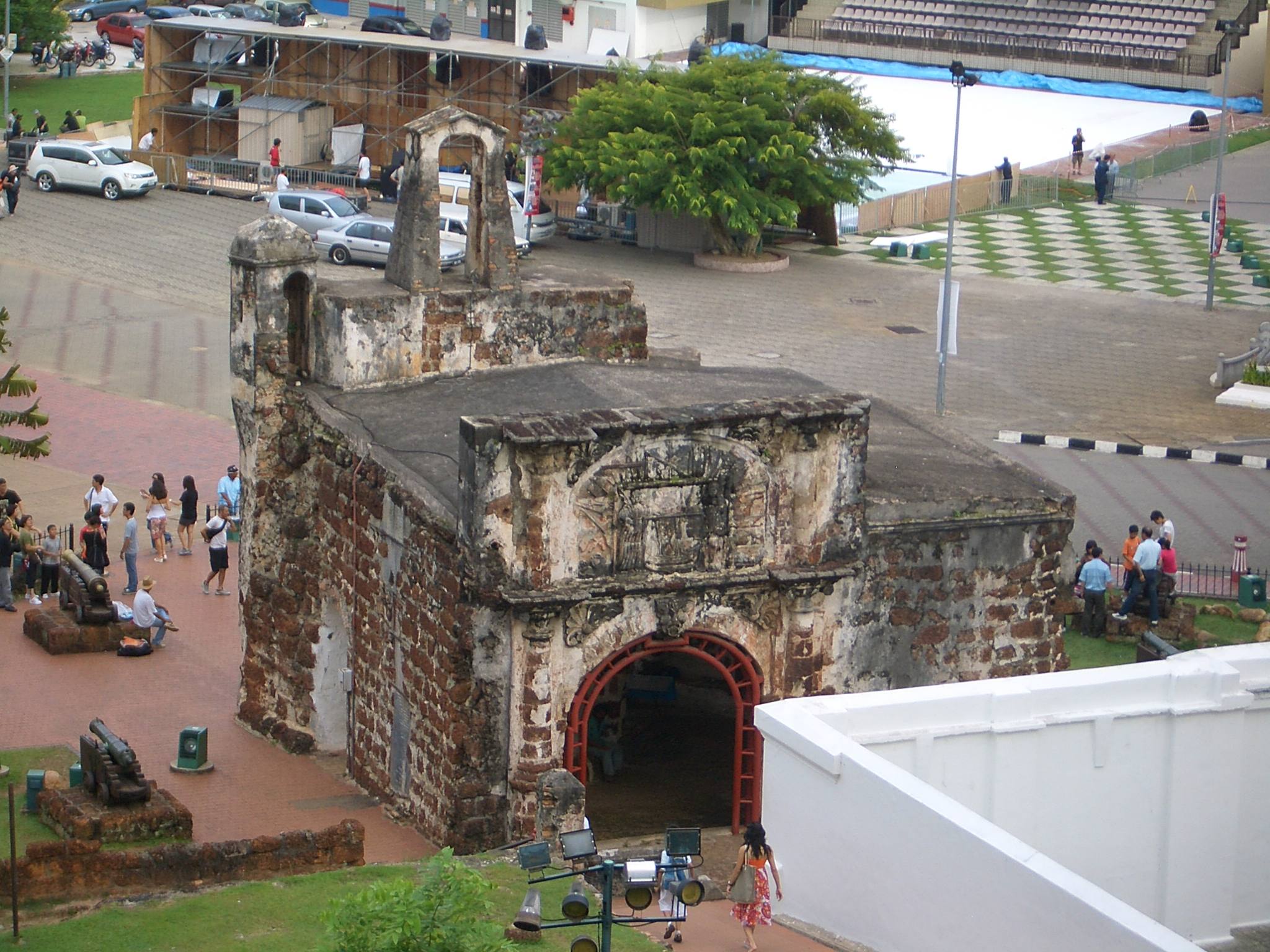
Das Torhaus vom St Paul’s Hill aus gesehen.